# Tribunal supérieur de justice d'Andalousie
Pour les articles homonymes, voir Tribunal supérieur de justice.
Le tribunal supérieur de justice d’Andalousie (en espagnol, Tribunal superior de justicia de Andalucía) est la juridiction occupe le sommet de l’organisation judiciaire en Andalousie. Il est placé au-dessus de toutes les autres juridictions de la communauté. La cour, composée de plusieurs chambres, est notamment compétente pour examiner en révision ou cassation les recours intentés contre les décisions de justice prises par des tribunaux de la communauté autonome en matière civile, pénale, sociale et de contentieux administratif, sans toutefois porter atteinte aux compétences du Tribunal suprême.
Il s’agit d’une juridiction à caractère territorial au sein du système judiciaire espagnol. En ce sens, elle n’est pas une institution propre de la communauté autonome d’Andalousie. Le principe d’unité présidant à l’organisation du pouvoir judiciaire, cette dernière relève de la compétence exclusive de l’État. Le tribunal supérieur est donc l’échelon régional andalou de la justice espagnole. La Junta de Andalucía dispose cependant de quelques compétences, très encadrées par les lois nationales, au regard de cet organe de justice.

## Le système judiciaire espagnol et la territorialité
Le système judiciaire espagnol est régi par plusieurs textes, dont les principaux sont la constitution et la loi organique du pouvoir judiciaire de 1985. Il se fonde sur l’unité du pouvoir judiciaire, dont l’organisation relève de la compétence exclusive de l’État, qui peut, par voie législative, déléguer certaines fonctions aux communautés autonomes.

### Principes constitutionnels
Le titre VI de la constitution traite du pouvoir judiciaire et en fixe les grands principes. La loi fondamentale précise que la justice émane du peuple et qu’elle est rendue au nom du roi par les juges et magistrats de l’autorité judiciaire. Ces derniers ne dépendent que de la loi, et sont indépendants et inamovibles.
Elle renvoie à la loi organique du pouvoir judiciaire les conditions d’organisation et de fonctionnement de celui-ci, ainsi que le statut juridique du corps unique de la magistrature (article 122). L’unité doctrinale est garantie par le Tribunal suprême, qui constitue la plus haute juridiction espagnole, et étend son autorité sur tout le territoire national ainsi que sur tous les ordres. Seule la compétence en matière constitutionnelle, détenue par le Tribunal constitutionnel, lui échappe (article 123).
Le titre VIII de la constitution traite quant à lui des communautés autonomes et répartit les compétences entre celles-ci et l’État . Parmi les compétences exclusives de ce dernier figurent :
- l’administration de la justice (art. 149-5) ;
- le droit du commerce, le droit pénal et pénitentiaire (art. 149-6) ;
- le droit du travail (art. 149-7) ;
- le droit civil (art. 149-8), sans porter toutefois atteinte aux droits locaux ;
- le droit de la propriété intellectuelle et industrielle (art. 149-9).

Par ailleurs, dans le domaine de l’administration de la justice, l’article 152 du titre VIII prévoit la création d’un tribunal supérieur de justice dans chaque communauté autonome. Ces tribunaux autonomes sont conçus comme le sommet de l’ordre juridictionnel dans chaque communauté autonome. Ils ne sont pas des organes propres des autonomies, mais des juridictions territoriales agissant sur l’ensemble du territoire régional. Les statuts d’autonomie peuvent prévoir la participation des autorités de la communauté autonome dans l’organisation territoriale de la justice. Ces tribunaux supérieurs ne peuvent cependant pas porter atteinte aux compétences du Tribunal suprême.

### Les tribunaux supérieurs et la loi organique de 1985
La loi organique 6/1985 du 1er juillet 1985 définit en détail le fonctionnement du système judiciaire. Elle attribue notamment les compétences entre les différentes juridictions. Ce texte répartit notamment les compétences entre le Tribunal suprême et les tribunaux supérieurs de justice.
Le titre IV est consacré à ces deux juridictions. Le chapitre premier traite du Tribunal suprême. Il rappelle que le Tribunal suprême est placé au sommet du système judiciaire. Il compte plusieurs chambres (civile, criminelle, sociale, administrative, militaire) et est compétent en matière de révision et de cassation. Il joue également le rôle de Haute cour, puisqu’il connaît les affaires civiles ou pénales impliquant les plus hauts personnages de l’État et les magistrats.
Les compétences du Tribunal suprême ainsi posées dans le chapitre premier, le chapitre III définit les fonctions des tribunaux supérieurs de justice implantés dans chaque communauté autonome. Ces tribunaux constituent l’échelon supérieur du système judiciaire dans chaque communauté, et se situent donc au-dessus de tous les tribunaux et cours du territoire de leur juridiction (tribunaux d’instance et de première instance, audiences provinciales, etc.). Ils portent le nom de la communauté autonome dans laquelle ils sont implantés (art. 71) et sont composés de trois chambres : une chambre civile et criminelle, une chambre du contentieux administratif et une chambre sociale (art. 72). Les tribunaux supérieurs de justice sont présidés par le président de la chambre civile et criminelle.

## Le tribunal supérieur de justice d’Andalousie

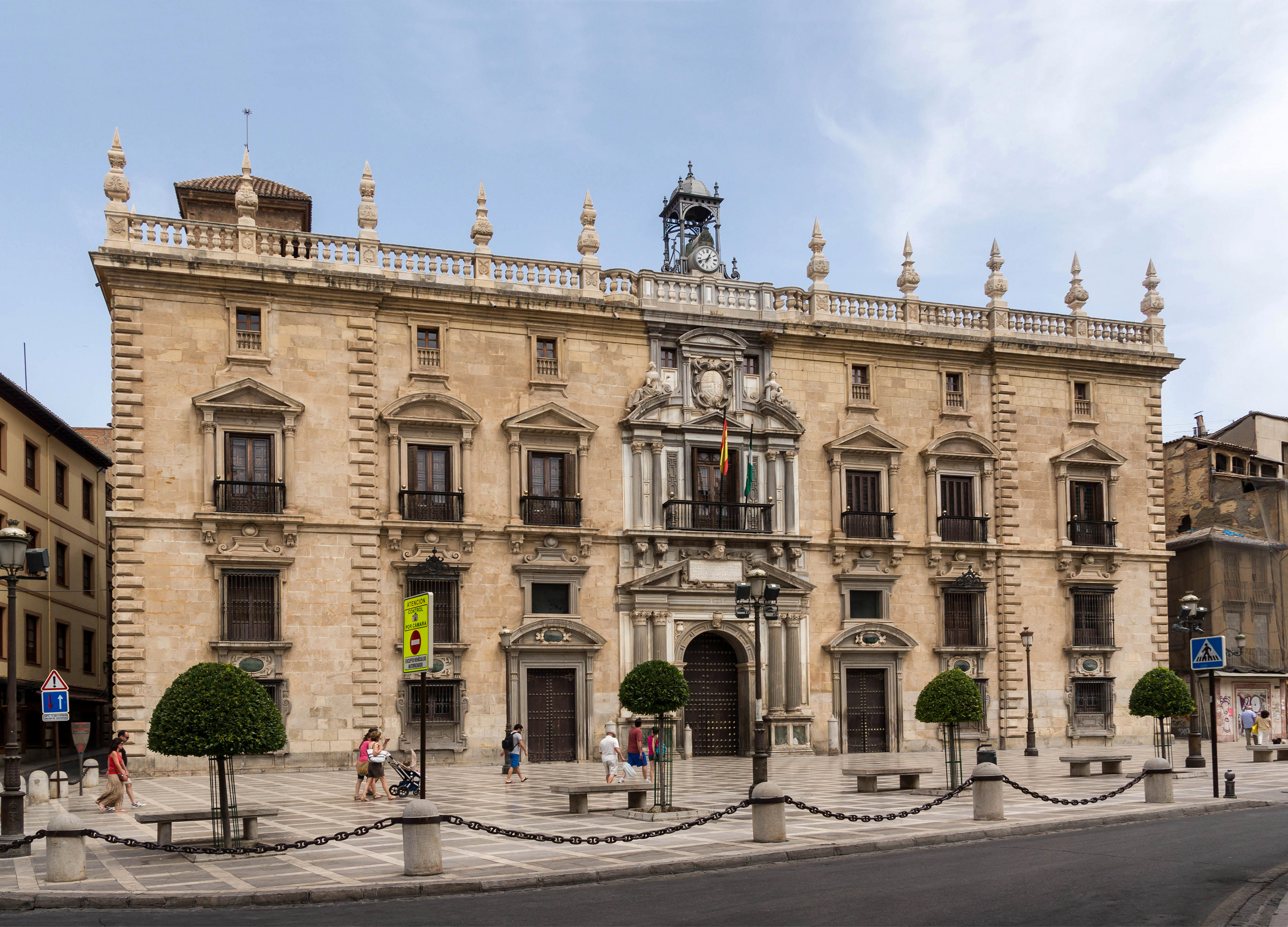
La Chancellerie royale de Grenade, siège du Tribunal supérieur

Si la Constitution et la loi organique fixent les grands principes ainsi que les règles de fonctionnement du système judiciaire espagnol, le statut d’autonomie de l’Andalousie évoque également le pouvoir judiciaire au titre V.
Ainsi, l’article 140 reprend les textes nationaux, et indique que le Tribunal supérieur de justice d’Andalousie occupe le sommet de l’organisation du système judiciaire en Andalousie. Il est précisé qu’il constitue l’ultime instance juridictionnelle pour l’ensemble des procès initiés en Andalousie ainsi que pour les recours y afférents, et ce quel que soit le droit applicable invoqué. Il est également chargé de l’unification de la doctrine et de l’interprétation du droit en Andalousie. Ses compétences ne sauraient toutefois, comme le précise le statut, porter atteinte à celles du Tribunal suprême.
Conformément au Statut d’autonomie, le Tribunal supérieur de justice d’Andalousie siège à Grenade, mais certaines de ses salles sont implantées en d’autres villes de la communauté, notamment à Séville (capitale de l’Andalousie) et à Malaga.

### Organisation et fonctionnement
La composition des tribunaux supérieurs est régie par la loi organique du pouvoir judiciaire de 1985. Ainsi, conformément à ce texte législatif, le Tribunal supérieur d’Andalousie est dirigé par un président, lui-même président de la chambre civile et criminelle. Celui-ci a le rang de magistrat du Tribunal suprême, et agit en représentant du pouvoir judiciaire dans la communauté autonome. Il est nommé par le Roi après avis du Conseil de justice d’Andalousie . Il est, d’autre part, charger de présenter annuel un rapport au parlement d’Andalousie, ainsi que d’un certain nombre de fonctions (organisation des inspections de service, présidence des réunions, etc.) . 
| Président                  | Prise de fonctions | Fin de fonctions |
| -------------------------- | ------------------ | ---------------- |
| Andrés Márquez Aranda      | 23/05/1989         | 12/03/1991       |
| Juan Ignacio Pérez Alférez | 04/06/1991         | 05/06/1992       |
| Manuel Rodríguez López     | 20/07/1992         | 30/05/1995       |
| Augusto Méndez de Lugo     | 08/06/1995         | En fonctions     |

Le tribunal est par ailleurs composé des présidents de chambre (nommés par le Conseil supérieur du pouvoir judiciaire), du procureur supérieur d’Andalousie, des magistrats ainsi que du personnel civil (greffiers, secrétaires, etc.) Les personnels du corps de la magistrature (juges et procureurs) relèvent de la compétence exclusive de l’État, alors que les personnels civils sont organiquement dépendants du département de la justice de la Junta de Andalucía, qui doit toutefois respecter la législation nationale en la matière. 
Le procureur en chef du Tribunal exerce la fonction de procureur supérieur d’Andalousie (fiscal superior). Il représente le ministère public dans la communauté autonome, aux autorités de laquelle il présente un rapport annuel.
Le tribunal est dirigé par une chambre de gouvernement (sala de gobierno) composée :
- du président du tribunal supérieur ;
- des présidents des différentes chambres ;
- des présidents des Audiences provinciales ;
- des juges et magistrats élus à cet effet ;
- les doyens[10].

Il revient à ce collège directeur de veiller à la bonne marche et à l’organisation du système judiciaire dans la communauté autonome, ainsi que d’administrer le fonctionnement du tribunal suprême.

### Compétences
Les compétences du Tribunal supérieur d’Andalousie sont assez larges, puisque celui-ci se trouve au sommet de l’organisation judiciaire dans la communauté autonome. Ces compétences sont précisées au titre IV, chapitre III de la loi organique relative au pouvoir judiciaire. Elles sont détaillées en quatre rubriques.
La cour est compétente pour connaître les affaires impliquant les membres du gouvernement andalou, le président de la Junta de Andalucía ainsi que les parlementaires dans l’exercice de leurs fonctions, si les faits incriminés ont été commis sur le territoire andalou. Les parlementaires, qui jouissant de l’immunité ne peuvent néanmoins pas être poursuivis en cours de mandat.
Il examine également les recours électoraux concernant les élections régionales, provinciales et municipales. Il résout les conflits de juridiction pouvant surgir entre les différents organes de justice andalous.
Il est enfin l’ultime recours en cassation ou révision dans les affaires civiles, criminelles, sociales ou du contentieux administratives jugées dans la communauté autonome.